# Anders Gløersen
Anders Gløersen, né le 22 mai 1986 à Oslo, est un fondeur norvégien. Son frère jumeau Øyvind est également un fondeur de haut niveau.

## Biographie
Membre du club Rustad IL, il dispute ses premières compétitions officielles lors de la saison 2004-2005, ce qui inclut les Championnats du monde junior à Rovaniemi (14e du sprint). Lors de l'édition suivante à Kranj, il arrive quatrième du sprint libre.
Alors qu'il vient de prendre la quatrième place au sprint des Championnats du monde des moins de 23 ans à Tarvisio, il fait ses débuts en Coupe du monde le 14 mars 2007 en prenant la 36e place. La saison suivante en 2008 ,il remporte sa première victoire dans l'épreuve du sprint à Rybinsk en Russie à 21 ans devant quatre autres Norvégiens, il s'agissait seulement de sa troisième épreuve individuelle en Coupe du monde. Ensuite s'ajoutent deux autres victoires en Coupe du monde : en sprint libre à Lahti en Finlande en 2008 et à Holmenkollen en Norvège en 2010. En fin d'année 2010, au sprint par équipes de Düsseldorf, il profite de la collision entre John Kristian Dahl et Josef Wenzl pour gagner la manche après avoir depassé Emil Jönsson
Sa première participation à des Championnats du monde, a eu lieu en 2011 à Oslo, où il finit treizième du sprint classique. Il retrouve la première marche du podium, en décembre 2013 lors du sprint libre de Davos. Il se retrouve en finale du sprint libre aux Jeux olympiques de Sotchi, mais échoue au pied du podium (quatrième). En mars 2014, il remporte le marathon de l'Engadine, épreuve figurant au calendrier de la Worldloppet.
Lors de la saison 2014-2015, il gagne pour la première fois une course de distance à l'occasion du quinze kilomètres libre de Davos, distance sur laquelle il remporte également sa première médaille mondiale en terminant troisième aux Championnats du monde de Falun quelques semaines plus tard, finissant 19 secondes du temps de Johan Olsson et juste derrière Maurice Manificat. Également incorporé au sein du relais, avec son tronçon en style libre il contribue à la victoire norvégienne en compagnie de Niklas Dyrhaug, Didrik Tønseth et Petter Northug.
En 2015-2016, il se distingue encore à Davos avec une troisième place sur le trente kilomètres, tandis qu'il est plus souvent entre la dixième et la vingtième place sur les courses de Coupe du monde.
Il compte une troisième sélection en championnat du monde en 2017, arrivant onzième du cinquante kilomètres libre. Il s'agit aussi de son ultime saison dans l'élite dans ce sport, où il obtient une deuxième place sur le trente kilomètres à Davos et deux victoires en relais à La Clusaz et Ulricehamn.
À partir de 2018, il s'engage seulement dans les courses longue distance de la Worldloppet, remportant notamment l'American Birkebeiner.

## Palmarès

### Jeux olympiques d'hiver
| Épreuve / Édition | Sprint | Sprint                           | 15 km                            | 15 km     | Skiathlon 2 × 15 km | 50 km | Relais | Relais    |
| Épreuve / Édition | libre  | classique                        | libre                            | classique | Skiathlon 2 × 15 km | 50 km | Sprint | 4 × 10 km |
| JO 2014 Sotchi    | 4e     | Épreuve inexistante à cette date | Épreuve inexistante à cette date | —         | —                   | —     | —      | —         |

Légende :
- : pas d'épreuve
- — : non disputée par Gløersen

### Championnats du monde
| Épreuve / Édition   | Sprint                           | Sprint                           | 15 km                            | 15 km                            | Poursuite / Skiathlon 2 × 15 km | 50 km | Relais | Relais               |
| Épreuve / Édition   | libre                            | classique                        | libre                            | classique                        | Poursuite / Skiathlon 2 × 15 km | 50 km | Sprint | 4 × 10 km            |
| Mondiaux 2011 Oslo  | 13e                              | Épreuve inexistante à cette date | Épreuve inexistante à cette date | —                                | —                               | —     | —      | —                    |
| Mondiaux 2015 Falun | Épreuve inexistante à cette date | —                                | Médaille de bronze, monde        | Épreuve inexistante à cette date | —                               |       | —      | Médaille d'or, monde |
| Mondiaux 2017 Lahti | —                                | Épreuve inexistante à cette date | Épreuve inexistante à cette date | —                                | —                               | 11e   | —      | —                    |

Légende :
- : première place, médaille d'or
- : troisième place, médaille de bronze
- : pas d'épreuve
- — : non disputée par Gløersen

### Coupe du monde
- Meilleur classement général : 21e en 2008.
- Meilleur classement en sprint : 4e en 2008.
- 20 podiums : 
  - 13 podiums en épreuve individuelle : 5 victoires, 5 deuxièmes places et 3 troisièmes places.
  - 7 podiums par équipes : 3 victoires, 2 deuxièmes places et 2 troisièmes places.
- 2 podiums sur des étapes de tour : 2 troisièmes places.

#### Détail des victoires
| Épreuve / Édition | Sprint       | Sprint    | 15 km | 15 km     |
| Épreuve / Édition | libre        | classique | libre | classique |
| 2007-08           | Lahti        | Rybinsk   |       |           |
| 2009-10           | Holmenkollen |           |       |           |
| 2013-14           | Davos        |           |       |           |
| 2014-15           |              |           | Davos |           |

#### Classements par saison
| Saison    | Classement général final | Classement distance | Classement sprint |
| 2007-2008 | 21e                      |                     | 4e                |
| 2008-2009 | 120e                     |                     | 55e               |
| 2009-2010 | 28e                      | 115e                | 9e                |
| 2010-2011 | 60e                      |                     | 21e               |
| 2011-2012 | 35e                      | 62e                 | 11e               |
| 2012-2013 | 42e                      | 56e                 | 12e               |
| 2013-2014 | 32e                      | 47e                 | 17e               |
| 2014-2015 | 24e                      | 23e                 | 16e               |
| 2015-2016 | 28e                      | 25e                 | 38e               |
| 2016-2017 | 45e                      | 27e                 |                   |

### Courses marathon
- Vainqueur du marathon de l'Engadine en 2014.
- Vainqueur de l'American Birkebeiner en 2018.

### Coupe de Scandinavie
- 3 podiums, dont 1 victoire.

### Championnats de Norvège
- Champion sur le quinze kilomètres libre en 2015.
- Champion sur le dix kilomètres libre en 2017.